# War of the Wizards
War of the Wizards ist ein südkoreanischer Spielfilm aus dem Jahr 2009. Regie führte Choi Dong-hun.

## Handlung
Die Handlung des Films beginnt im Korea des 16. Jahrhunderts während der Joseon-Dynastie. Der junge Zauberlehrling Jeon Woo-chi gehört zu den talentiertesten seiner Zunft, doch verschwendet er seine Tricks lieber für den eigenen Nutzen. Als die magische Zauberflöte Manpasijeok in die Hände der Yogwae, boshaften Dämonen, übergeht, setzen drei taoistische Mönche auf die Zaubermeister Hwadam und Cheongwan, um die Flöte zurückzuholen. Woo-chi kann diese für seinen Meister Cheongwan holen. Dabei wird sie in zwei Hälften geteilt, um sicherzugehen, dass sie nicht wieder einem Dämonen in die Hände fällt, da diese die Flöte nicht reparieren können. Hwadam wird daraufhin von einem Dämonen übernommen und tötet Cheongwan. Es scheint allerdings für die drei Mönche so, als sei es Woo-chi gewesen, der seinen Meister tötete, worauf sie ihn und seinen Helfer Choraengi für 500 Jahre in ein Bild bannen.
Im Seoul der Neuzeit tauchen wieder Dämonen auf. Da Hwadam nicht auffindbar ist, holen sie Woo-chi zurück, der die Kreaturen jagen soll. Woo-chi und sein Freund Choraengi brauchen einige Zeit, sich in der modernen Welt zurechtzufinden. Dabei treffen sie auch auf die junge Seo In-gyeong, die in den Augen Woo-chis Gwabu aus seiner Zeit sein muss. Es stellt sich bald heraus, dass Hwadam hinter den auferstandenen Dämonen steckt. Dieser übernimmt schließlich die Kontrolle über In-gyeong, um Woo-chi zu ihm zu führen. Dieser kann Hwadam aber besiegen und so Korea retten.

## Hintergrund
Der Film basiert auf der koreanischen Heldenlegende „Jeonuchijeon“ (kor. 전우치전; Geschichte von Jeon U-chi). Die Geschichte handelt von Jeon Woo-chi, der während der Joseon-Dynastie (1392 bis 1897) gelebt haben soll und wurde wahrscheinlich Anfang des 17. Jahrhunderts verfasst. In der Geschichte lebte Woo-chi in Kaesŏng und war ein konfuzianischer Gelehrter, der nebenbei auch als taoistischer Magier aktiv war. Mit seiner Magie setzte er sich für das Gute ein. Allerdings konnte er seine Kräfte nicht kontrollieren, worunter oft auch gute Leute litten. In der Geschichte ist Hwadam auch nicht Jeon Woo-chis Rivale, sondern sein Meister und Kollege.

## Veröffentlichung
Der Film feierte seine Premiere am 23. Dezember 2009. Er hatte in Südkorea mehr als 6,1 Millionen Zuschauer. In Deutschland erschien der Film am 28. Januar 2011 auf DVD und Blu-ray Disc unter dem Label Amasia.

## Rezeption
Der Kritiker der Cinema urteilte knapp: „1-a-Martial-Arts-Action, alberne Story“.